# Spiss
Spiss is een gemeente in het district Landeck in de Oostenrijkse deelstaat Tirol.

## Ligging
Spiss ligt in het Samnauntal en grenst aan de Zwitserse gemeenten Samnaun en Valsot in het kanton Graubünden. Het is de hoogstgelegen gemeente in Oostenrijk. Qua inwoneraantal behoort het tot de kleinere. De verspreide bebouwing is over meerdere kleine buurtschappen verspreid langs de Spisser Landesstraße, die van Pfunds naar Samnaun loopt.

## Geschiedenis
In de Romeinse tijd behoorde Spiss tot de provincie Raetia. De vele huidige Retoromaanse plaats- en veldnamen wijzen hier op. In het hoger gelegen deel van het Inndal en in de Vinschgau werd nog tot in de 15e eeuw Retoromaans gesproken, in de regio rondom Samnaun zelfs tot in de 19e eeuw. Uiteindelijk werd het Beiers-Tiroolse dialect hierboven verkozen. De naam Spiss is afgeleid van het Latijnse woord spissus, dat kreupelhout, struikgewas betekent.
De eerste bewoners van het dal kwamen vermoedelijk rond het jaar 1000 hier te wonen. De eerste officiële vermelding van Spiss stamt echter uit 1302. Toentertijd vormde het nog een onderdeel van de gemeente Nauders. Pas in 1547 werd Spiss een zelfstandige gemeente.
In 1621 trokken Oostenrijkse troepen in het kader van de Dertigjarige Oorlog de Engadin binnen. Het jaar daarop plunderden de Engadiner in een wraakveldtocht Spiss en brandden het dorp plat. Spiss moest een deel van zijn land afstaan aan de Zwitserse gemeente Tschlin.
In de jaren '60 en '70 van de 20e eeuw vond ruilverkaveling plaats, werden ontsluitingswegen aangelegd en bouwterreinen ontgonnen om leegloop van de gemeente tegen te gaan.
De onbegaanbare kloof bij de Schalklbach, die hier de grens tussen Oostenrijk en Zwitserland vormt, was lange tijd een grote verkeershindernis. Vanuit het Inndal voerde slechts een smal bergpad naar Spiss. De hoofdverbinding liep over Samnaun. Pas bij de aanleg van de Spisser Landesstraße, een weg waaraan ook de gemeente Samnaun meebetaalde, werd het dorp beter toegankelijk. De huidige weg wordt over het algemeen minder door lawines bedreigd, wat thans ook ten goede komt van Samnaun.

## Economie en infrastructuur
Twee derde van de inwoners van Spiss pendelen iedere dag tussen Spiss en het tolvrije skigebied Samnaun, dat als wintersportgebied Silvretta-Samnaun (dat met Ischgl is verbonden) veel arbeidsplaatsen biedt. Een klein deel van de inwoners houdt zich bezig met de landbouw of met plaatselijk toerisme.